# Marion, Ohio
Marion là một thành phố thuộc quận Marion, tiểu bang Ohio, Hoa Kỳ. Năm 2010, dân số của thành phố này là 36837 người.

## Dân số
- Dân số năm 2000: 35318 người.
- Dân số năm 2010: 36837 người.